# Micha Robijn
Micha Robijn is een Belgisch waterskiër.

## Levensloop
Robijn behaalde in 1999 brons op het wereldkampioenschap en in 2000 zilver op het Europees kampioenschap in de Formule 1 van het waterski racen. Daarnaast werd hij Belgisch kampioen in de Formule 2 en de Formule 3.
In 2007 werd hij opgenomen in het Guiness Book of Records nadat hij op een monoski in minder dan een half uur Het Kanaal overstak tussen Dover en Calais. Hiermee verbeterde het record van de Brit Steve Butterworth.

## Palmares
- 1995:  Belgisch kampioenschap Formule 3
- 1996:  Belgisch kampioenschap Formule 2
- 1999:  Wereldkampioenschap
- 1999:  Diamond Race
- 2000:  Diamond Race
- 2000:  Europees kampioenschap